# Club Kids
Los Club Kids fueron un grupo de jóvenes personalidades de los clubes de baile de la ciudad de Nueva York en los años 1990. El grupo se destacó por el comportamiento extravagante de sus miembros y sus disfraces exagerados.

## Contexto
En 1988, el escritor Michael Musto escribió sobre el "culto a la moda loca y la petulancia" de los Club Kids: "Son... terminalmente superficiales, tienen valores estéticos dudosos y son maestros manipuladores, explotadores y, gracias a Dios, fiesteros".   El grupo fue popularizado por Michael Alig, James St. James, Julie Jewels, Astro Erle, Michael Tronn, DJ Keoki y Ernie Glam a fines de la década de 1980 y, a lo largo de la década de 1990, creció para incluir a Amanda Lepore, Waltpaper (Walt Cassidy), Christopher Comp, It Twins, Jennytalia (Jenny Dembrow), Desi Monster (Desi Santiago), Keda, Kabuki Starshine y Richie Rich. 
El grupo fue reconocido como una subcultura juvenil consciente del arte y la moda. Varios Club Kids hicieron contribuciones duraderas al arte y la moda convencionales. Según el ex Club Kid Waltpaper, "para mí el club nocturno era como un laboratorio, un lugar donde te animaban y recompensaban por experimentar".  Sin embargo, Alig estaba inmerso en un fuerte consumo de drogas. Comenzó a añadir camellos (pequeños traficantes de droga) a la lista de Club Kids y a la nómina de Peter Gatien, y un número cada vez mayor de Club Kids se volvieron adictos a las drogas. 
El movimiento comenzó a declinar cuando Rudy Giuliani asumió como alcalde de Nueva York en 1994, apuntando a la industria de la vida nocturna de la ciudad con su campaña "calidad de vida".  Finalmente se derrumbó después de que Alig fue arrestado por el asesinato y desmembramiento de su compañero de habitación y compañero de club Andre "Angel" Melendez,  y Peter Gatien fue acusado de evasión de impuestos y deportado a Canadá. 

## Miembros
El grupo, que Alig estima que incluía hasta "750 personas a principios de los años 90 en diferentes niveles",  estaba formado por Michael Alig; Julie Jewels y Michael Tronn (entre otros), que ayudaron a organizar las primeras Outlaw Parties;  y el mentor/amigo/rival de Alig, James St. James (nacido James Clark). Otros fueron los siguientes:
 

## Cronistas destacados del Club Kids
- Waltpaper, Club Kids y autor de New York: Club Kids. [9]
- Michael Musto, columnista del Village Voice y asistente a fiestas junto con los Club Kids.
- James St. James, autor de Disco Bloodbath: A Fabulous but True Tale of Murder in Clubland, una memoria de 1999 sobre la vida de James como chico de club de Manhattan, así como el asesinato de Andre "Angel" Melendez por parte de Michael Alig. Las memorias fueron retituladas Party Monster en honor a la película de 2003 protagonizada por Macaulay Culkin, Seth Green, Chloë Sevigny y Marilyn Manson.
- Nelson Sullivan, camarógrafo y presentador de reuniones y eventos culturales [10]
- Ernie Glam, Michael Alig, creadores y presentadores del programa del canal de YouTube "Peeew!", que incluía entrevistas a exClub Kids y la historia del grupo.

## Historia
Alig se mudó a la ciudad de Nueva York desde su ciudad natal, South Bend, Indiana, en 1984 y comenzó a organizar pequeños eventos. En 1987, sustituyó a Andy Warhol como uno de los principales fiesteros de Nueva York; en un artículo en Interview, Alig dijo: "Todos íbamos a convertirnos en superstars de Warhol y mudarnos a The Factory. Lo gracioso era que todos teníamos la misma idea: no disfrazarnos, sino burlarnos de la gente que se disfrazaba. Cambiamos nuestros nombres como ellos lo hicieron, y nos vestimos con atuendos escandalosamente locos para ser una sátira de ellos, solo que terminamos convirtiéndonos en lo que estábamos satirizando". 
La estética del Club Kids enfatizaba lo escandaloso, lo "fabuloso" y el sexo. La expresión de género era fluida y todo era hecho por los propios portadores de los atuendos. En palabras de Musto: "Fue una declaración de individualidad y sexualidad que abarcó toda la gama, y fue una forma de acceder a una fabulosa interioridad dentro de ellos mismos y sacarla a la luz". 
A medida que la influencia del grupo creció, se extendieron desde las trastiendas de clubes menos conocidos a lugares como Area, Rudolf Piper's Danceteria y Palladium. Desde allí, Alig y su pandilla pasaron a dirigir la red de clubes de Peter Gatien, incluidos Club USA, Palladium, Tunnel y The Limelight. Para atraer multitudes a estos lugares, Alig y los Club Kids comenzaron a realizar "fiestas ilegales" al estilo guerrillero (outlaw parties), donde, completamente disfrazados y listos para la fiesta, secuestraban lugares como Burger Kings, Dunkin' Donuts, McDonald's, vestíbulos de cajeros automáticos, casas abandonadas, las antiguas vías del High Line antes de su conversión en un parque y el metro de la ciudad de Nueva York haciendo sonar la música a todo volumen desde un equipo de música y bailando hasta que la policía los desalojaba. Alig incluso "organizó una fiesta en un barrio marginal de cartones alquilado a sus habitantes sin techo",  a quienes pagó con dinero en efectivo y crack. 
Se aseguró de que tales eventos siempre ocurrieran en las cercanías de un club real al cual el grupo pudiera trasladarse después.   En el apogeo de su popularidad cultural, los Club Kids realizaron giras por los Estados Unidos (organizando fiestas, "certificando" a esos clubes para su inclusión en la red Club Kids y reclutando nuevos miembros  ), y aparecieron en varios programas televisivos de entrevistas, incluidos Geraldo, The Joan Rivers Show y Phil Donahue Show.   
A principios de la década de 1990, la primera línea del Club Kids quedó ocupada por un grupo más joven de personalidades dinámicas que fueron descubiertas y asesoradas por Alig, como Waltpaper, Jennytalia (Jenny Dembrow), Desi Monster (Desi Santiago), Astro Erle, Christopher Comp, Pebbles, Keda, Kabuki Starshine, Sacred Boy, Sushi, Lil Keni, DJ Whillyem, Aphrodita, Lila Wolfe y Richie Rich. Muchos de estos nuevos vivían juntos en grandes apartamentos triplex y en el Chelsea Hotel y el Hotel 17.  
Personalidades musicales prominentes, como Björk, entonces cantante de la banda Sugarcubes, fueron vistas con los Club Kids.  Con el techno y la llegada de la escena rave, la moda empezó a virar hacia un estilo más suave y ambiguo, que fusionaba referencias a los Club Kids con el skate, el indie, el hip-hop y el grunge. Las marcas comenzaron a contratar modelos callejeros y personalidades de clubes para desfiles, campañas y videos musicales. La actriz Chloë Sevigny surgió del grupo en esta época y frecuentemente modeló con Waltpaper, Jennytalia, DJ Whillyem y Karliin Mann para marcas como JYSP Johnson, Calvin Klein y Jean-Paul Gaultier y en varios editoriales que mostraban el estilo Rave vs. Club Kid para revistas, incluidas Paper, Max, Project X, Interview, Details y High Times.  
La decadencia del movimiento estuvo marcada por un acontecimiento ocurrido el domingo 17 de marzo de 1996, cuando Alig y su compañero de habitación Robert "Freeze" Riggs mataron al ex empleado de Limelight y presunto traficante de drogas Andre "Angel" Melendez. Nueve meses más tarde, Alig y Riggs fueron arrestados.   El grupo se disipó a mediados de los años 1990 después de la campaña del alcalde Rudy Giuliani para reducir la "calidad de vida" en los clubes nocturnos de Manhattan. 
Muchos de los miembros del Club Kids se distanciaron de Alig a medida que los detalles del asesinato fueron revelados y marcados por la prensa y a través de documentales como Party Monster. Waltpaper afirmó en una entrevista: "Yo diría que gran parte de la comunidad sintió que nuestra experiencia de la época fue secuestrada por esa narrativa ... Esa no es la Nueva York que yo conocí. Esa narrativa no incluye la creatividad, la vitalidad y el impacto cultural que experimenté". Para su libro de 2019, New York: Club Kids, Cassidy teje una narrativa optimista donde un grupo de inadaptados creó un país de las maravillas siendo ellos mismos. 

## Representaciones en el arte, el entretenimiento y los medios

### Libros
- Los acontecimientos de los años de Michael Alig como promotor de clubes hasta su arresto están cubiertos en las memorias de James St. James Disco Bloodbath: A Fabulous but True Tale of Murder in Clubland (1999), [6] reeditado con el título Party Monster después del estreno de la película homónima de 2003.
- Un diario visual de la ciudad de Nueva York en la década de 1990, New York: Club Kids de Waltpaper (publicado por Damiani, 2019) [3] es un documento visual de su vida nocturna y la cultura callejera. [18]

### Películas
- El documental Party Monster: The Shockumentary (1998) y el largometraje Party Monster (2003), ambos dirigidos por los ex Club Kids Fenton Bailey y Randy Barbat, y centrados en el asesinato de Meléndez a manos de Alig y Riggs, están basados en las memorias de St. James.
- Una entrevista con Alig en prisión aparece en el documental Limelight (2011), dirigido por Billy Corben y producido por la hija de Peter Gatien, Jen Gatien. [19]
- El documental Glory Daze: The Life and Times of Michael Alig (2015)  repasa la creación, el ascenso y la dispersión del fenómeno Club Kids y la vida de Michael Alig, incluido su regreso a la ciudad de Nueva York después de cumplir una condena de 17 años de prisión por el asesinato de Andre "Angel" Melendez. [20] [21] [22]

### Música
Ernie Glam y Jason Jay escribieron "Party Clothes". Se lanzó en el primer aniversario de la muerte de Michael Alig. Más tarde, Ernie Glam y Jason Jay escribieron "Fashion" y lo lanzaron el 21 de mayo de 2022.
Greg Tanoose escribió y produjo la canción "What's In" con Michael Alig y DJ Keoki. Tiene a Michael Alig en la voz.
- La amiga de Angel Melendez, Screamin Rachael, escribió la canción "Give Me My Freedom/Murder in Clubland" después de que Alig y Gitsie hicieran un viaje por carretera para visitarla en Denver, llegando cinco semanas después de la "desaparición" de Melendez. La letra de un bucle inverso en la canción incluye líneas como "Michael, ¿dónde está Angel?" y "¿Alguien acaba de gritar que viene el lobo, o está muerto?" [23]

### Televisión
El caso del asesinato de Meléndez fue presentado en varias series de televisión sobre crímenes reales:
- American Justice: "Dancing, Drugs, and Murder" (2000) en A&E. [5]
- Deadly Devotion: "Becoming Angel" (16 de julio de 2013) en Investigation Discovery. [24] [25]
- Notorious: "Dancing, Drugs and Murder" (27 de diciembre de 2005; temporada 2, episodio 76), en The Biography Channel. [26]
- RuPaul's Drag Race: temporada nueve, episodio nueve, titulado "Your Pilot's on Fire", tuvo una temática club kid en la pasarela. [27] [28]
- El personaje de Saturday Night Live, Stefon (Bill Hader), es una parodia del estereotipo de chico de club; él y el cocreador John Mulaney se inspiraron en Party Monster para crearlo.

### Teatro
- Clubland: The Monster Pop Party (2013), una adaptación musical del libro de St. James Party Monster y su adaptación cinematográfica homónima de 2003, debutó el 11 de abril de 2013 en el Club Oberon del American Repertory Theater, con libro, música y letras de Andrew Barret Cox [29]